# Verwaltungsgemeinschaft Berg
Die Verwaltungsgemeinschaft Berg im oberfränkischen Landkreis Hof wurde im Zuge der Gemeindegebietsreform am 1. Mai 1978 gegründet und zum 1. Januar 1980 bereits wieder aufgelöst.
Der Verwaltungsgemeinschaft hatten die Gemeinden Berg und Issigau angehört.
Während sich Berg seither als Einheitsgemeinde selbst verwaltet, bilden die Gemeinden Lichtenberg und Issigau die am 1. Januar 1980 gegründete Verwaltungsgemeinschaft Lichtenberg. Vom 1. Mai 1978 bis 31. Dezember 1979 war Lichtenberg ein Mitglied der zum 1. Januar 1980 aufgelösten Verwaltungsgemeinschaft Bad Steben.